# Escola de Educação Física, Fisioterapia e Terapia Ocupacional (UFMG)

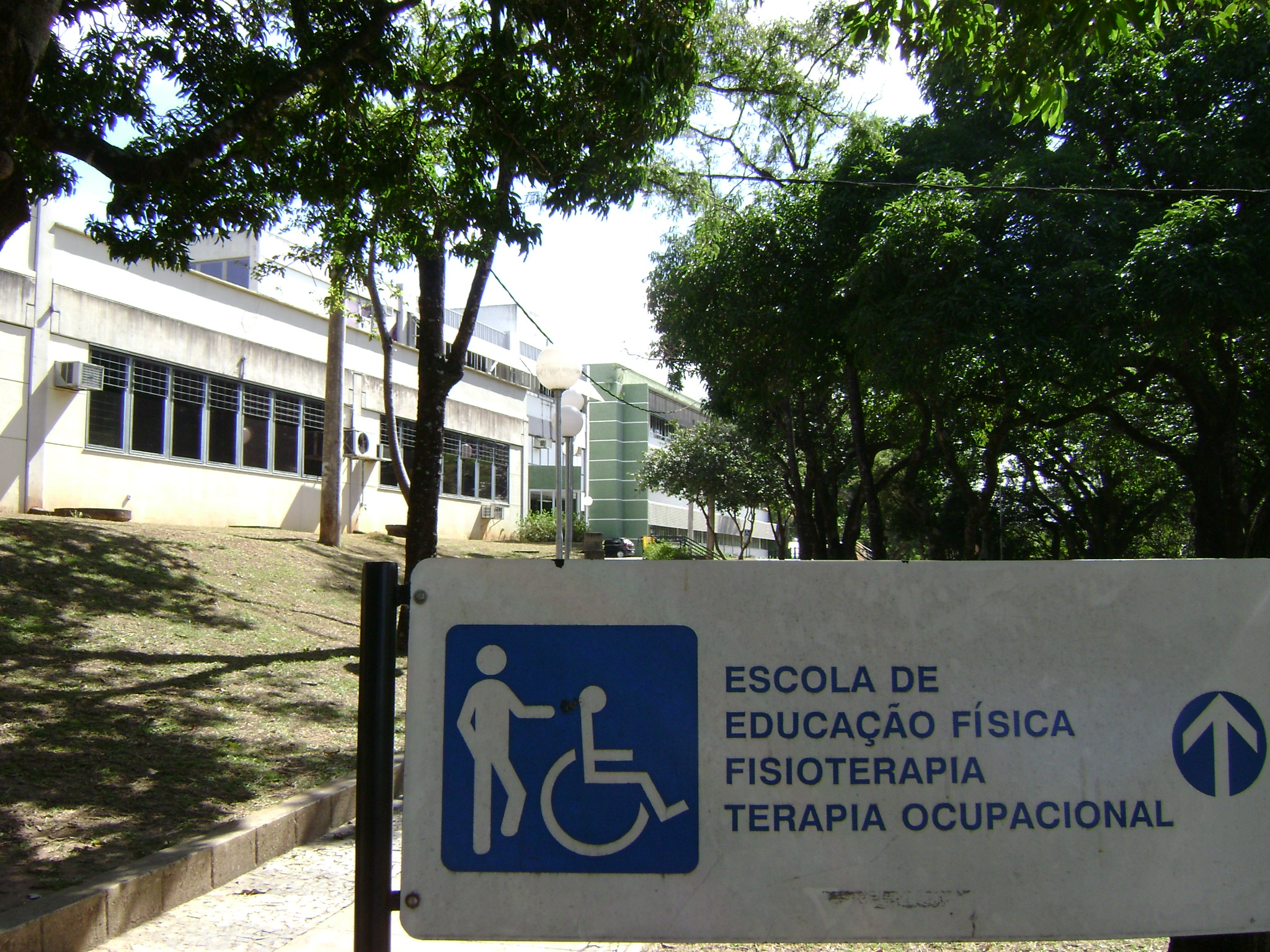
Entrada da escola.

A Escola de Educação Física, Fisioterapia e Terapia Ocupacional da Universidade Federal de Minas Gerais é uma instituição localizada dentro do campus Pampulha da universidade.
Nela são lecionados os cursos de Educação Física, Fisioterapia e Terapia Ocupacional.